# Aegus platyodon lacroixi
Aegus platyodon lacroixi es una subespecie de coleóptero de la familia Lucanidae.

## Distribución geográfica
Habita en Nueva Guinea.